# Boels Ladies Tour 2019
La 22e édition du Boels Ladies Tour a lieu du 3 au 8 septembre 2019. C'est la vingt-deuxième manche de l'UCI World Tour.
Annemiek van Vleuten remporte le prologue pour la troisième année consécutive. Lorena Wiebes gagne les deux premières étapes au sprint. Sur la troisième étape, une échappée à quatre se dispute la victoire. Lisa Klein s'impose et s'empare de la tête du classement général. Le lendemain, une nouvelle échappée à quatre va au bout. Franziska Koch lève les bras, mais Christine Majerus devient la nouvelle leader au classement général. La dernière étape est remportée au sprint par Chiara Consonni. Christine Majerus s'impose donc, Lorena Wiebes est deuxième, meilleure jeune et vainqueur du classement par points. Lisa Klein est troisième. Lucinda Brand s'adjuge le classement des monts, Kirsten Wild le classement des sprints. Boels Dolmans est la meilleure équipe.

## Parcours
Par rapport aux années précédentes, le long contre-la-montre a disparu. Il n'y a cette année pas d'étape véritablement vallonnée.

## Équipes
| Équipes féminines professionnelles (16)- Biehler Pro Cycling - Bigla - Boels Dolmans - Canyon-SRAM Racing - CCC-Liv - FDJ-Nouvelle Aquitaine-Futuroscope - Hitec Products - Mitchelton-Scott - Movistar Team - Sunweb Women - Tibco-Silicon Valley Bank - Trek-Segafredo - Valcar Cylance - Virtu Cycling Women - WNT-Rotor Pro Cycling - Parkhotel Valkenburg-Destil Équipe nationale- Pays-Bas |
| |

## Favorites
Annemiek van Vleuten, en tant que double vainqueur sortante, fait partie des favorites. L'absence de contre-la-montre long et d'étapes vallonnées semble tout de même un handicap. Cela concerne aussi l'autre favorite : Anna van der Breggen. Pour les sprints, Lorena Wiebes et Kirsten Wild doivent être les meilleures. Le classement général semble globalement ouvert.

## Étapes
| Étape     | Date    | Villes étapes                   | type            | Distance (km) | Vainqueur d'étape    | Leader du classement général |
| --------- | ------- | ------------------------------- | --------------- | ------------- | -------------------- | ---------------------------- |
| Prologue  | 3 sept. | Sittard-Geleen – Sittard-Geleen | prologue        | 3,8           | Annemiek van Vleuten | Annemiek van Vleuten         |
| 1re étape | 4 sept. | Stramproy – Weert               | étape de plaine | 123           | Lorena Wiebes        | Annemiek van Vleuten         |
| 2e étape  | 5 sept. | Gennep – Gennep                 | étape de plaine | 113,7         | Lorena Wiebes        | Lorena Wiebes                |
| 3e étape  | 6 sept. | Nijverdal – Nijverdal           | étape vallonnée | 156,8         | Lisa Klein           | Lisa Klein                   |
| 4e étape  | 7 sept. | Arnhem – Nimègue                | étape de plaine | 135,6         | Franziska Koch       | Christine Majerus            |
| 5e étape  | 8 sept. | Nimègue – Arnhem                | étape de plaine | 154,8         | Chiara Consonni      | Christine Majerus            |

## Déroulement de la course

### Prologue

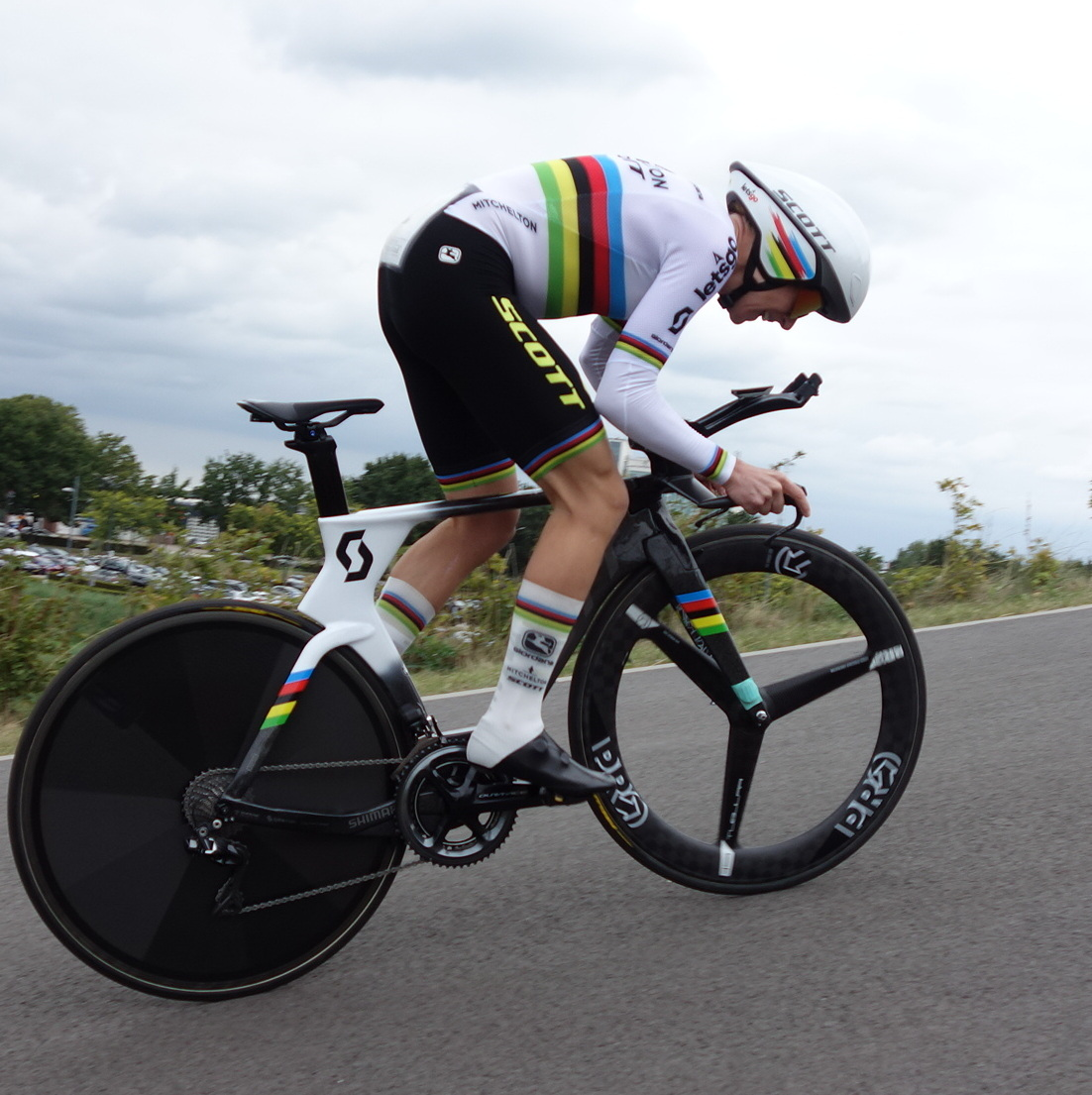
Annemiek van Vleuten lors du prologue

Christine Majerus réalise le premier temps de référence. Elle est ensuite devancée par Lisa Klein. Ellen van Dijk est victime d'un souci mécanique et perd beaucoup de temps. Finalement, Annemiek van Vleuten s'impose pour la troisième année consécutive.
| \| Classement de l'étape \| Classement de l'étape \| Classement de l'étape \| Classement de l'étape \| Classement de l'étape \| \| Coureuse \| Coureuse \| Pays \| Équipe \| Temps \| \| --------------------- \| --------------------- \| --------------------- \| --------------------- \| --------------------- \| \| 1re \| Annemiek van Vleuten \| Pays-Bas \| Mitchelton-Scott \| 5 min 04 s \| \| 2e \| Lisa Klein \| Allemagne \| Canyon-SRAM Racing \| + 6 s \| \| 3e \| Lucinda Brand \| Pays-Bas \| Sunweb \| + 7 s \| \| 4e \| Letizia Paternoster \| Italie \| Trek-Segafredo \| + 9 s \| \| 5e \| Lisa Brennauer \| Allemagne \| WNT-Rotor Pro Cycling \| + 9 s \| \| 6e \| Anna van der Breggen \| Pays-Bas \| Boels Dolmans \| + 9 s \| \| 7e \| Leah Kirchmann \| Canada \| Sunweb \| + 10 s \| \| 8e \| Christine Majerus \| Luxembourg \| Boels Dolmans \| + 11 s \| \| 9e \| Amy Pieters \| Pays-Bas \| Boels Dolmans \| + 11 s \| \| 10e \| Leah Thomas \| États-Unis \| Bigla \| + 11 s \| |                      |            |                       |            |
| |                      |            |                       |            |
| |                      |            |                       |            |
| Classement de l'étape |                      |            |                       |            |
| Coureuse | Coureuse             | Pays       | Équipe                | Temps      |
| 1re | Annemiek van Vleuten | Pays-Bas   | Mitchelton-Scott      | 5 min 04 s |
| 2e | Lisa Klein           | Allemagne  | Canyon-SRAM Racing    | + 6 s      |
| 3e | Lucinda Brand        | Pays-Bas   | Sunweb                | + 7 s      |
| 4e | Letizia Paternoster  | Italie     | Trek-Segafredo        | + 9 s      |
| 5e | Lisa Brennauer       | Allemagne  | WNT-Rotor Pro Cycling | + 9 s      |
| 6e | Anna van der Breggen | Pays-Bas   | Boels Dolmans         | + 9 s      |
| 7e | Leah Kirchmann       | Canada     | Sunweb                | + 10 s     |
| 8e | Christine Majerus    | Luxembourg | Boels Dolmans         | + 11 s     |
| 9e | Amy Pieters          | Pays-Bas   | Boels Dolmans         | + 11 s     |
| 10e | Leah Thomas          | États-Unis | Bigla                 | + 11 s     |

| \| Classement général \| Classement général \| Classement général \| Classement général \| Classement général \| \| Coureuse \| Coureuse \| Pays \| Équipe \| Temps \| \| ------------------ \| -------------------- \| ------------------ \| --------------------- \| ------------------ \| \| 1re \| Annemiek van Vleuten \| Pays-Bas \| Mitchelton-Scott \| 5 min 04 s \| \| 2e \| Lisa Klein \| Allemagne \| Canyon-SRAM Racing \| + 6 s \| \| 3e \| Lucinda Brand \| Pays-Bas \| Sunweb \| + 7 s \| \| 4e \| Letizia Paternoster \| Italie \| Trek-Segafredo \| + 9 s \| \| 5e \| Lisa Brennauer \| Allemagne \| WNT-Rotor Pro Cycling \| + 9 s \| \| 6e \| Anna van der Breggen \| Pays-Bas \| Boels Dolmans \| + 9 s \| \| 7e \| Leah Kirchmann \| Canada \| Sunweb \| + 10 s \| \| 8e \| Christine Majerus \| Luxembourg \| Boels Dolmans \| + 11 s \| \| 9e \| Amy Pieters \| Pays-Bas \| Boels Dolmans \| + 11 s \| \| 10e \| Leah Thomas \| États-Unis \| Bigla \| + 11 s \| |                      |            |                       |            |
| |                      |            |                       |            |
| |                      |            |                       |            |
| Classement général |                      |            |                       |            |
| Coureuse | Coureuse             | Pays       | Équipe                | Temps      |
| 1re | Annemiek van Vleuten | Pays-Bas   | Mitchelton-Scott      | 5 min 04 s |
| 2e | Lisa Klein           | Allemagne  | Canyon-SRAM Racing    | + 6 s      |
| 3e | Lucinda Brand        | Pays-Bas   | Sunweb                | + 7 s      |
| 4e | Letizia Paternoster  | Italie     | Trek-Segafredo        | + 9 s      |
| 5e | Lisa Brennauer       | Allemagne  | WNT-Rotor Pro Cycling | + 9 s      |
| 6e | Anna van der Breggen | Pays-Bas   | Boels Dolmans         | + 9 s      |
| 7e | Leah Kirchmann       | Canada     | Sunweb                | + 10 s     |
| 8e | Christine Majerus    | Luxembourg | Boels Dolmans         | + 11 s     |
| 9e | Amy Pieters          | Pays-Bas   | Boels Dolmans         | + 11 s     |
| 10e | Leah Thomas          | États-Unis | Bigla                 | + 11 s     |

### 1reétape

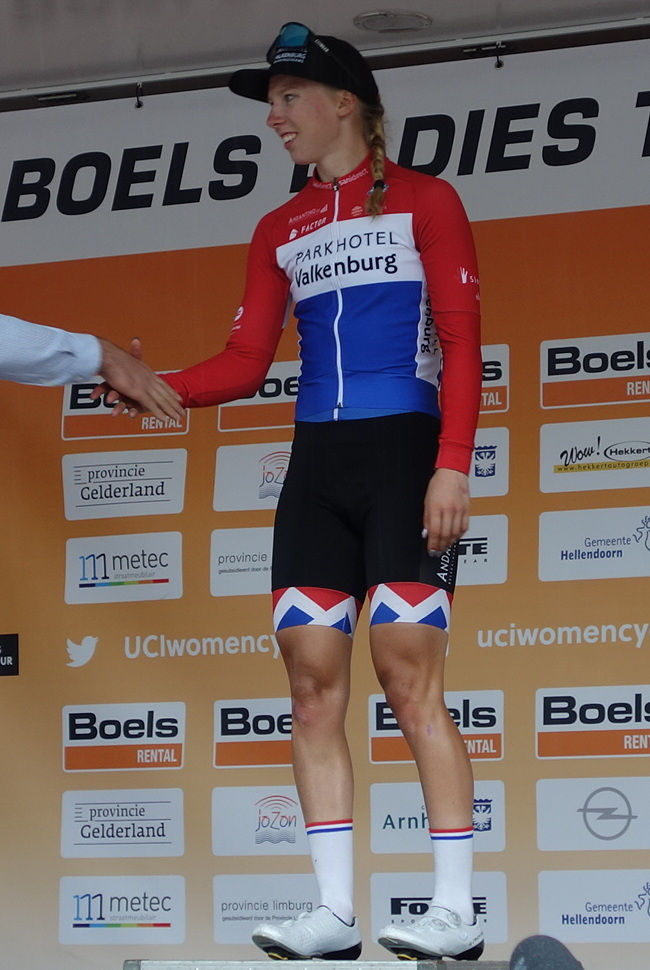
Lorena Wiebes sur le podium

L'étape est marquée par de nombreuses chutes. La leader Annemiek van Vleuten et Kirsten Wild touchent ainsi le sol. Ashleigh Moolman attaque à vingt-neuf kilomètres de l'arrivée. Son avance atteint quarante secondes, quand Lizzie Deignan décide de partir en poursuite. La Sud-Africaine est reprise un kilomètre après le début du dernier tour. Ellen van Dijk contre à cinq kilomètres de l'arrivée et est reprise aux deux kilomètres. Moniek Tenniglo tente sa chance à son tour, mais le sprint est inévitable. Lorena Wiebes s'impose nettement,.
| \| Classement de l'étape \| Classement de l'étape \| Classement de l'étape \| Classement de l'étape \| Classement de l'étape \| \| Coureuse \| Coureuse \| Pays \| Équipe \| Temps \| \| --------------------- \| --------------------- \| --------------------- \| ------------------------- \| --------------------- \| \| 1re \| Lorena Wiebes \| Pays-Bas \| Parkhotel Valkenburg \| 2 h 59 min 02 s \| \| 2e \| Kirsten Wild \| Pays-Bas \| WNT-Rotor Pro Cycling \| + 0 s \| \| 3e \| Letizia Paternoster \| Italie \| Trek-Segafredo \| + 0 s \| \| 4e \| Amy Pieters \| Pays-Bas \| Boels Dolmans \| + 0 s \| \| 5e \| Chiara Consonni \| Italie \| Valcar Cylance \| + 0 s \| \| 6e \| Barbara Guarischi \| Italie \| Virtu Cycling Women \| + 0 s \| \| 7e \| Roxane Fournier \| France \| Movistar Team \| + 0 s \| \| 8e \| Lonneke Uneken \| Pays-Bas \| Hitec Products-Birk Sport \| + 0 s \| \| 9e \| Lucinda Brand \| Pays-Bas \| Sunweb \| + 0 s \| \| 10e \| Lisa Klein \| Allemagne \| Canyon-SRAM Racing \| + 0 s \| |                     |           |                           |                 |
| |                     |           |                           |                 |
| |                     |           |                           |                 |
| Classement de l'étape |                     |           |                           |                 |
| Coureuse | Coureuse            | Pays      | Équipe                    | Temps           |
| 1re | Lorena Wiebes       | Pays-Bas  | Parkhotel Valkenburg      | 2 h 59 min 02 s |
| 2e | Kirsten Wild        | Pays-Bas  | WNT-Rotor Pro Cycling     | + 0 s           |
| 3e | Letizia Paternoster | Italie    | Trek-Segafredo            | + 0 s           |
| 4e | Amy Pieters         | Pays-Bas  | Boels Dolmans             | + 0 s           |
| 5e | Chiara Consonni     | Italie    | Valcar Cylance            | + 0 s           |
| 6e | Barbara Guarischi   | Italie    | Virtu Cycling Women       | + 0 s           |
| 7e | Roxane Fournier     | France    | Movistar Team             | + 0 s           |
| 8e | Lonneke Uneken      | Pays-Bas  | Hitec Products-Birk Sport | + 0 s           |
| 9e | Lucinda Brand       | Pays-Bas  | Sunweb                    | + 0 s           |
| 10e | Lisa Klein          | Allemagne | Canyon-SRAM Racing        | + 0 s           |

| \| Classement général \| Classement général \| Classement général \| Classement général \| Classement général \| \| Coureuse \| Coureuse \| Pays \| Équipe \| Temps \| \| ------------------ \| -------------------- \| ------------------ \| --------------------- \| ------------------ \| \| 1re \| Annemiek van Vleuten \| Pays-Bas \| Mitchelton-Scott \| 3 h 04 min 06 s \| \| 2e \| Lorena Wiebes \| Pays-Bas \| Parkhotel Valkenburg \| + 3 s \| \| 3e \| Letizia Paternoster \| Italie \| Trek-Segafredo \| + 4 s \| \| 4e \| Lisa Klein \| Allemagne \| Canyon-SRAM Racing \| + 6 s \| \| 5e \| Lucinda Brand \| Pays-Bas \| Sunweb \| + 7 s \| \| 6e \| Lisa Brennauer \| Allemagne \| WNT-Rotor Pro Cycling \| + 9 s \| \| 7e \| Anna van der Breggen \| Pays-Bas \| Boels Dolmans \| + 9 s \| \| 8e \| Leah Kirchmann \| Canada \| Sunweb \| + 10 s \| \| 9e \| Christine Majerus \| Luxembourg \| Boels Dolmans \| + 11 s \| \| 10e \| Amy Pieters \| Pays-Bas \| Boels Dolmans \| + 11 s \| |                      |            |                       |                 |
| |                      |            |                       |                 |
| |                      |            |                       |                 |
| Classement général |                      |            |                       |                 |
| Coureuse | Coureuse             | Pays       | Équipe                | Temps           |
| 1re | Annemiek van Vleuten | Pays-Bas   | Mitchelton-Scott      | 3 h 04 min 06 s |
| 2e | Lorena Wiebes        | Pays-Bas   | Parkhotel Valkenburg  | + 3 s           |
| 3e | Letizia Paternoster  | Italie     | Trek-Segafredo        | + 4 s           |
| 4e | Lisa Klein           | Allemagne  | Canyon-SRAM Racing    | + 6 s           |
| 5e | Lucinda Brand        | Pays-Bas   | Sunweb                | + 7 s           |
| 6e | Lisa Brennauer       | Allemagne  | WNT-Rotor Pro Cycling | + 9 s           |
| 7e | Anna van der Breggen | Pays-Bas   | Boels Dolmans         | + 9 s           |
| 8e | Leah Kirchmann       | Canada     | Sunweb                | + 10 s          |
| 9e | Christine Majerus    | Luxembourg | Boels Dolmans         | + 11 s          |
| 10e | Amy Pieters          | Pays-Bas   | Boels Dolmans         | + 11 s          |

### 2eétape
Quinty Ton attaque la première. Elle a une avance atteignant la minute. Elle est reprise à quatre-vingt-dix kilomètres de l'arrivée. Kirsten Wild gagne le premier sprint intermédiaire. Le suivant est remporté par Lisa Brennauer. Kirsten Wild gagne de nouveau les points sur le circuit local. À l'entame du dernier tour, Anna van der Breggen, Lizzie Deignan et Elisa Longo Borghini sortent du peloton. Elles sont reprises à vingt-cinq kilomètres de l'arrivée. Aux quinze kilomètres, Gracie Elvin attaque et se maintient en tête durant cinq kilomètres. Au sprint, Lorena Wiebes s'impose devant Kirsten Wild.
| \| Classement de l'étape \| Classement de l'étape \| Classement de l'étape \| Classement de l'étape \| Classement de l'étape \| \| Coureuse \| Coureuse \| Pays \| Équipe \| Temps \| \| --------------------- \| --------------------- \| --------------------- \| ------------------------- \| --------------------- \| \| 1re \| Lorena Wiebes \| Pays-Bas \| Parkhotel Valkenburg \| 2 h 45 min 09 s \| \| 2e \| Kirsten Wild \| Pays-Bas \| WNT-Rotor Pro Cycling \| + 0 s \| \| 3e \| Lucinda Brand \| Pays-Bas \| Sunweb \| + 0 s \| \| 4e \| Amy Pieters \| Pays-Bas \| Boels Dolmans \| + 0 s \| \| 5e \| Elisa Balsamo \| Italie \| Valcar Cylance \| + 0 s \| \| 6e \| Roxane Fournier \| France \| Movistar Team \| + 0 s \| \| 7e \| Emma Norsgaard \| Danemark \| Bigla \| + 0 s \| \| 8e \| Letizia Paternoster \| Italie \| Trek-Segafredo \| + 0 s \| \| 9e \| Barbara Guarischi \| Italie \| Virtu Cycling Women \| + 0 s \| \| 10e \| Lonneke Uneken \| Pays-Bas \| Hitec Products-Birk Sport \| + 0 s \| |                     |          |                           |                 |
| |                     |          |                           |                 |
| |                     |          |                           |                 |
| Classement de l'étape |                     |          |                           |                 |
| Coureuse | Coureuse            | Pays     | Équipe                    | Temps           |
| 1re | Lorena Wiebes       | Pays-Bas | Parkhotel Valkenburg      | 2 h 45 min 09 s |
| 2e | Kirsten Wild        | Pays-Bas | WNT-Rotor Pro Cycling     | + 0 s           |
| 3e | Lucinda Brand       | Pays-Bas | Sunweb                    | + 0 s           |
| 4e | Amy Pieters         | Pays-Bas | Boels Dolmans             | + 0 s           |
| 5e | Elisa Balsamo       | Italie   | Valcar Cylance            | + 0 s           |
| 6e | Roxane Fournier     | France   | Movistar Team             | + 0 s           |
| 7e | Emma Norsgaard      | Danemark | Bigla                     | + 0 s           |
| 8e | Letizia Paternoster | Italie   | Trek-Segafredo            | + 0 s           |
| 9e | Barbara Guarischi   | Italie   | Virtu Cycling Women       | + 0 s           |
| 10e | Lonneke Uneken      | Pays-Bas | Hitec Products-Birk Sport | + 0 s           |

| \| Classement général \| Classement général \| Classement général \| Classement général \| Classement général \| \| Coureuse \| Coureuse \| Pays \| Équipe \| Temps \| \| ------------------ \| -------------------- \| ------------------ \| --------------------- \| ------------------ \| \| 1re \| Lorena Wiebes \| Pays-Bas \| Parkhotel Valkenburg \| 5 h 49 min 08 s \| \| 2e \| Annemiek van Vleuten \| Pays-Bas \| Mitchelton-Scott \| + 7 s \| \| 3e \| Lucinda Brand \| Pays-Bas \| Sunweb \| + 8 s \| \| 4e \| Letizia Paternoster \| Italie \| Trek-Segafredo \| + 11 s \| \| 5e \| Lisa Klein \| Allemagne \| Canyon-SRAM Racing \| + 13 s \| \| 6e \| Lisa Brennauer \| Allemagne \| WNT-Rotor Pro Cycling \| + 13 s \| \| 7e \| Kirsten Wild \| Pays-Bas \| WNT-Rotor Pro Cycling \| + 14 s \| \| 8e \| Anna van der Breggen \| Pays-Bas \| Boels Dolmans \| + 16 s \| \| 9e \| Christine Majerus \| Luxembourg \| Boels Dolmans \| + 17 s \| \| 10e \| Amy Pieters \| Pays-Bas \| Boels Dolmans \| + 18 s \| |                      |            |                       |                 |
| |                      |            |                       |                 |
| |                      |            |                       |                 |
| Classement général |                      |            |                       |                 |
| Coureuse | Coureuse             | Pays       | Équipe                | Temps           |
| 1re | Lorena Wiebes        | Pays-Bas   | Parkhotel Valkenburg  | 5 h 49 min 08 s |
| 2e | Annemiek van Vleuten | Pays-Bas   | Mitchelton-Scott      | + 7 s           |
| 3e | Lucinda Brand        | Pays-Bas   | Sunweb                | + 8 s           |
| 4e | Letizia Paternoster  | Italie     | Trek-Segafredo        | + 11 s          |
| 5e | Lisa Klein           | Allemagne  | Canyon-SRAM Racing    | + 13 s          |
| 6e | Lisa Brennauer       | Allemagne  | WNT-Rotor Pro Cycling | + 13 s          |
| 7e | Kirsten Wild         | Pays-Bas   | WNT-Rotor Pro Cycling | + 14 s          |
| 8e | Anna van der Breggen | Pays-Bas   | Boels Dolmans         | + 16 s          |
| 9e | Christine Majerus    | Luxembourg | Boels Dolmans         | + 17 s          |
| 10e | Amy Pieters          | Pays-Bas   | Boels Dolmans         | + 18 s          |

### 3eétape
Dans une des dernières difficultés de la journée, Lisa Klein, Amy Pieters, Lizzie Deignan et Amanda Spratt s'échappent. Elles se disputent la victoire avec quelques secondes d'avance sur le peloton. Lisa Klein s'impose par une faible marge devant Amy Pieters et prend la tête du classement général.
| \| Classement de l'étape \| Classement de l'étape \| Classement de l'étape \| Classement de l'étape \| Classement de l'étape \| \| Coureuse \| Coureuse \| Pays \| Équipe \| Temps \| \| --------------------- \| --------------------- \| --------------------- \| --------------------- \| --------------------- \| \| 1re \| Lisa Klein \| Allemagne \| Canyon-SRAM Racing \| 4 h 00 min 53 s \| \| 2e \| Amy Pieters \| Pays-Bas \| Boels Dolmans \| + 0 s \| \| 3e \| Lizzie Deignan \| Royaume-Uni \| Trek-Segafredo \| + 0 s \| \| 4e \| Amanda Spratt \| Australie \| Mitchelton-Scott \| + 0 s \| \| 5e \| Lorena Wiebes \| Pays-Bas \| Parkhotel Valkenburg \| + 9 s \| \| 6e \| Marta Bastianelli \| Italie \| Virtu Cycling Women \| + 9 s \| \| 7e \| Lucinda Brand \| Pays-Bas \| Sunweb \| + 9 s \| \| 8e \| Christine Majerus \| Luxembourg \| Boels Dolmans \| + 9 s \| \| 9e \| Emma Norsgaard \| Danemark \| Bigla \| + 9 s \| \| 10e \| Elisa Balsamo \| Italie \| Valcar Cylance \| + 9 s \| |                   |             |                      |                 |
| |                   |             |                      |                 |
| |                   |             |                      |                 |
| Classement de l'étape |                   |             |                      |                 |
| Coureuse | Coureuse          | Pays        | Équipe               | Temps           |
| 1re | Lisa Klein        | Allemagne   | Canyon-SRAM Racing   | 4 h 00 min 53 s |
| 2e | Amy Pieters       | Pays-Bas    | Boels Dolmans        | + 0 s           |
| 3e | Lizzie Deignan    | Royaume-Uni | Trek-Segafredo       | + 0 s           |
| 4e | Amanda Spratt     | Australie   | Mitchelton-Scott     | + 0 s           |
| 5e | Lorena Wiebes     | Pays-Bas    | Parkhotel Valkenburg | + 9 s           |
| 6e | Marta Bastianelli | Italie      | Virtu Cycling Women  | + 9 s           |
| 7e | Lucinda Brand     | Pays-Bas    | Sunweb               | + 9 s           |
| 8e | Christine Majerus | Luxembourg  | Boels Dolmans        | + 9 s           |
| 9e | Emma Norsgaard    | Danemark    | Bigla                | + 9 s           |
| 10e | Elisa Balsamo     | Italie      | Valcar Cylance       | + 9 s           |

| \| Classement général \| Classement général \| Classement général \| Classement général \| Classement général \| \| Coureuse \| Coureuse \| Pays \| Équipe \| Temps \| \| ------------------ \| -------------------- \| ------------------ \| --------------------- \| ------------------ \| \| 1re \| Lisa Klein \| Allemagne \| Canyon-SRAM Racing \| 9 h 50 min 04 s \| \| 2e \| Lorena Wiebes \| Pays-Bas \| Parkhotel Valkenburg \| + 2 s \| \| 3e \| Amy Pieters \| Pays-Bas \| Boels Dolmans \| + 6 s \| \| 4e \| Lucinda Brand \| Pays-Bas \| Sunweb \| + 10 s \| \| 5e \| Annemiek van Vleuten \| Pays-Bas \| Mitchelton-Scott \| + 12 s \| \| 6e \| Lizzie Deignan \| Royaume-Uni \| Trek-Segafredo \| + 17 s \| \| 7e \| Lisa Brennauer \| Allemagne \| WNT-Rotor Pro Cycling \| + 19 s \| \| 8e \| Amanda Spratt \| Australie \| Mitchelton-Scott \| + 21 s \| \| 9e \| Anna van der Breggen \| Pays-Bas \| Boels Dolmans \| + 22 s \| \| 10e \| Christine Majerus \| Luxembourg \| Boels Dolmans \| + 23 s \| |                      |             |                       |                 |
| |                      |             |                       |                 |
| |                      |             |                       |                 |
| Classement général |                      |             |                       |                 |
| Coureuse | Coureuse             | Pays        | Équipe                | Temps           |
| 1re | Lisa Klein           | Allemagne   | Canyon-SRAM Racing    | 9 h 50 min 04 s |
| 2e | Lorena Wiebes        | Pays-Bas    | Parkhotel Valkenburg  | + 2 s           |
| 3e | Amy Pieters          | Pays-Bas    | Boels Dolmans         | + 6 s           |
| 4e | Lucinda Brand        | Pays-Bas    | Sunweb                | + 10 s          |
| 5e | Annemiek van Vleuten | Pays-Bas    | Mitchelton-Scott      | + 12 s          |
| 6e | Lizzie Deignan       | Royaume-Uni | Trek-Segafredo        | + 17 s          |
| 7e | Lisa Brennauer       | Allemagne   | WNT-Rotor Pro Cycling | + 19 s          |
| 8e | Amanda Spratt        | Australie   | Mitchelton-Scott      | + 21 s          |
| 9e | Anna van der Breggen | Pays-Bas    | Boels Dolmans         | + 22 s          |
| 10e | Christine Majerus    | Luxembourg  | Boels Dolmans         | + 23 s          |

### 4eétape
Les premières tentatives d'échappée ne sont pas couronnées de succès. À mi-étape, le vent de côté provoque la formation d'un groupe d'une vingtaine de coureuses en tête. Alors que les formations WNT et Trek mènent la poursuite, devant trois coureuses sortent. Il s'agit de : Franziska Koch, Riejanne Markus et Sara Penton. Christine Majerus les rejoint ensuite. Leur avance atteint deux minutes avant que les équipes Canyon-SRAM et Mitchelton-Scott commencent la poursuite. L'échappée se maintient néanmoins en tête. Penton est lâchée. Markus attaque mais est rapidement reprise. Au sprint, Koch devance de peu Majerus. Cette dernière se console avec la tête du classement général.
| \| Classement de l'étape \| Classement de l'étape \| Classement de l'étape \| Classement de l'étape \| Classement de l'étape \| \| Coureuse \| Coureuse \| Pays \| Équipe \| Temps \| \| --------------------- \| --------------------- \| --------------------- \| ---------------------------------- \| --------------------- \| \| 1re \| Franziska Koch \| Allemagne \| Sunweb \| 3 h 14 min 33 s \| \| 2e \| Christine Majerus \| Luxembourg \| Boels Dolmans \| + 0 s \| \| 3e \| Riejanne Markus \| Pays-Bas \| CCC-Liv \| + 2 s \| \| 4e \| Elizabeth Banks \| Royaume-Uni \| Bigla \| + 44 s \| \| 5e \| Lorena Wiebes \| Pays-Bas \| Parkhotel Valkenburg \| + 44 s \| \| 6e \| Lonneke Uneken \| Pays-Bas \| Hitec Products-Birk Sport \| + 44 s \| \| 7e \| Alison Jackson \| Canada \| Tibco-Silicon Valley Bank \| + 44 s \| \| 8e \| Eugénie Duval \| France \| FDJ-Nouvelle Aquitaine-Futuroscope \| + 44 s \| \| 9e \| Leah Thomas \| États-Unis \| Bigla \| + 44 s \| \| 10e \| Floortje Mackaij \| Pays-Bas \| Sunweb \| + 44 s \| |                   |             |                                    |                 |
| |                   |             |                                    |                 |
| |                   |             |                                    |                 |
| Classement de l'étape |                   |             |                                    |                 |
| Coureuse | Coureuse          | Pays        | Équipe                             | Temps           |
| 1re | Franziska Koch    | Allemagne   | Sunweb                             | 3 h 14 min 33 s |
| 2e | Christine Majerus | Luxembourg  | Boels Dolmans                      | + 0 s           |
| 3e | Riejanne Markus   | Pays-Bas    | CCC-Liv                            | + 2 s           |
| 4e | Elizabeth Banks   | Royaume-Uni | Bigla                              | + 44 s          |
| 5e | Lorena Wiebes     | Pays-Bas    | Parkhotel Valkenburg               | + 44 s          |
| 6e | Lonneke Uneken    | Pays-Bas    | Hitec Products-Birk Sport          | + 44 s          |
| 7e | Alison Jackson    | Canada      | Tibco-Silicon Valley Bank          | + 44 s          |
| 8e | Eugénie Duval     | France      | FDJ-Nouvelle Aquitaine-Futuroscope | + 44 s          |
| 9e | Leah Thomas       | États-Unis  | Bigla                              | + 44 s          |
| 10e | Floortje Mackaij  | Pays-Bas    | Sunweb                             | + 44 s          |

| \| Classement général \| Classement général \| Classement général \| Classement général \| Classement général \| \| Coureuse \| Coureuse \| Pays \| Équipe \| Temps \| \| ------------------ \| -------------------- \| ------------------ \| --------------------- \| ------------------ \| \| 1re \| Christine Majerus \| Luxembourg \| Boels Dolmans \| 13 h 04 min 51 s \| \| 2e \| Lisa Klein \| Allemagne \| Canyon-SRAM Racing \| + 30 s \| \| 3e \| Lorena Wiebes \| Pays-Bas \| Parkhotel Valkenburg \| + 32 s \| \| 4e \| Amy Pieters \| Pays-Bas \| Boels Dolmans \| + 36 s \| \| 5e \| Lucinda Brand \| Pays-Bas \| Sunweb \| + 40 s \| \| 6e \| Annemiek van Vleuten \| Pays-Bas \| Mitchelton-Scott \| + 42 s \| \| 7e \| Lizzie Deignan \| Royaume-Uni \| Trek-Segafredo \| + 47 s \| \| 8e \| Lisa Brennauer \| Allemagne \| WNT-Rotor Pro Cycling \| + 49 s \| \| 9e \| Amanda Spratt \| Australie \| Mitchelton-Scott \| + 51 s \| \| 10e \| Anna van der Breggen \| Pays-Bas \| Boels Dolmans \| + 52 s \| |                      |             |                       |                  |
| |                      |             |                       |                  |
| |                      |             |                       |                  |
| Classement général |                      |             |                       |                  |
| Coureuse | Coureuse             | Pays        | Équipe                | Temps            |
| 1re | Christine Majerus    | Luxembourg  | Boels Dolmans         | 13 h 04 min 51 s |
| 2e | Lisa Klein           | Allemagne   | Canyon-SRAM Racing    | + 30 s           |
| 3e | Lorena Wiebes        | Pays-Bas    | Parkhotel Valkenburg  | + 32 s           |
| 4e | Amy Pieters          | Pays-Bas    | Boels Dolmans         | + 36 s           |
| 5e | Lucinda Brand        | Pays-Bas    | Sunweb                | + 40 s           |
| 6e | Annemiek van Vleuten | Pays-Bas    | Mitchelton-Scott      | + 42 s           |
| 7e | Lizzie Deignan       | Royaume-Uni | Trek-Segafredo        | + 47 s           |
| 8e | Lisa Brennauer       | Allemagne   | WNT-Rotor Pro Cycling | + 49 s           |
| 9e | Amanda Spratt        | Australie   | Mitchelton-Scott      | + 51 s           |
| 10e | Anna van der Breggen | Pays-Bas    | Boels Dolmans         | + 52 s           |

### 5eétape
Roxane Knetemann est la première échappée, mais le peloton la reprend rapidement. Femke Markus contre sans plus de succès. Malgorzata Jasinska sort ensuite et obtient une avance atteignant les trois minutes. Elle est rejointe puis dépassée plus loin par Lucinda Brand et Annemiek van Vleuten. Dans les vingt-cinq derniers kilomètres, Brand s'isole en tête. Elle est reprise à sept kilomètres du but. Les attaques se succèdent ensuite avec : Barbara Guarischi, Floortje Mackaij, Elisa Longo Borghini, Lizzie Deignan et enfin Ashleigh Moolman. L'étape se termine néanmoins au sprint avec la victoire de Chiara Consonni devant Lorena Wiebes.
| \| Classement de l'étape \| Classement de l'étape \| Classement de l'étape \| Classement de l'étape \| Classement de l'étape \| \| Coureuse \| Coureuse \| Pays \| Équipe \| Temps \| \| --------------------- \| --------------------- \| --------------------- \| ---------------------------------- \| --------------------- \| \| 1re \| Chiara Consonni \| Italie \| Valcar Cylance \| 3 h 56 min 26 s \| \| 2e \| Lorena Wiebes \| Pays-Bas \| Parkhotel Valkenburg \| + 0 s \| \| 3e \| Lucinda Brand \| Pays-Bas \| Sunweb \| + 0 s \| \| 4e \| Marta Bastianelli \| Italie \| Virtu Cycling Women \| + 0 s \| \| 5e \| Eugénie Duval \| France \| FDJ-Nouvelle Aquitaine-Futuroscope \| + 0 s \| \| 6e \| Lisa Brennauer \| Allemagne \| WNT-Rotor Pro Cycling \| + 0 s \| \| 7e \| Floortje Mackaij \| Pays-Bas \| Sunweb \| + 0 s \| \| 8e \| Lisa Klein \| Allemagne \| Canyon-SRAM Racing \| + 0 s \| \| 9e \| Alison Jackson \| Canada \| Tibco-Silicon Valley Bank \| + 0 s \| \| 10e \| Christine Majerus \| Luxembourg \| Boels Dolmans \| + 0 s \| |                   |            |                                    |                 |
| |                   |            |                                    |                 |
| |                   |            |                                    |                 |
| Classement de l'étape |                   |            |                                    |                 |
| Coureuse | Coureuse          | Pays       | Équipe                             | Temps           |
| 1re | Chiara Consonni   | Italie     | Valcar Cylance                     | 3 h 56 min 26 s |
| 2e | Lorena Wiebes     | Pays-Bas   | Parkhotel Valkenburg               | + 0 s           |
| 3e | Lucinda Brand     | Pays-Bas   | Sunweb                             | + 0 s           |
| 4e | Marta Bastianelli | Italie     | Virtu Cycling Women                | + 0 s           |
| 5e | Eugénie Duval     | France     | FDJ-Nouvelle Aquitaine-Futuroscope | + 0 s           |
| 6e | Lisa Brennauer    | Allemagne  | WNT-Rotor Pro Cycling              | + 0 s           |
| 7e | Floortje Mackaij  | Pays-Bas   | Sunweb                             | + 0 s           |
| 8e | Lisa Klein        | Allemagne  | Canyon-SRAM Racing                 | + 0 s           |
| 9e | Alison Jackson    | Canada     | Tibco-Silicon Valley Bank          | + 0 s           |
| 10e | Christine Majerus | Luxembourg | Boels Dolmans                      | + 0 s           |

## Classements finals

### Classement général final
| \| Classement général \| Classement général \| Classement général \| Classement général \| Classement général \| \| Coureuse \| Coureuse \| Pays \| Équipe \| Temps \| \| ------------------ \| -------------------- \| ------------------ \| --------------------- \| ------------------ \| \| 1re \| Christine Majerus \| Luxembourg \| Boels Dolmans \| 17 h 01 min 17 s \| \| 2e \| Lorena Wiebes \| Pays-Bas \| Parkhotel Valkenburg \| + 26 s \| \| 3e \| Lisa Klein \| Allemagne \| Canyon-SRAM Racing \| + 30 s \| \| 4e \| Lucinda Brand \| Pays-Bas \| Sunweb \| + 34 s \| \| 5e \| Amy Pieters \| Pays-Bas \| Boels Dolmans \| + 35 s \| \| 6e \| Annemiek van Vleuten \| Pays-Bas \| Mitchelton-Scott \| + 42 s \| \| 7e \| Lizzie Deignan \| Royaume-Uni \| Trek-Segafredo \| + 47 s \| \| 8e \| Lisa Brennauer \| Allemagne \| WNT-Rotor Pro Cycling \| + 49 s \| \| 9e \| Anna van der Breggen \| Pays-Bas \| Boels Dolmans \| + 52 s \| \| 10e \| Leah Thomas \| États-Unis \| Bigla \| + 54 s \| |                      |             |                       |                  |
| |                      |             |                       |                  |
| Source : ProCyclingStats |                      |             |                       |                  |
| Classement général |                      |             |                       |                  |
| Coureuse | Coureuse             | Pays        | Équipe                | Temps            |
| 1re | Christine Majerus    | Luxembourg  | Boels Dolmans         | 17 h 01 min 17 s |
| 2e | Lorena Wiebes        | Pays-Bas    | Parkhotel Valkenburg  | + 26 s           |
| 3e | Lisa Klein           | Allemagne   | Canyon-SRAM Racing    | + 30 s           |
| 4e | Lucinda Brand        | Pays-Bas    | Sunweb                | + 34 s           |
| 5e | Amy Pieters          | Pays-Bas    | Boels Dolmans         | + 35 s           |
| 6e | Annemiek van Vleuten | Pays-Bas    | Mitchelton-Scott      | + 42 s           |
| 7e | Lizzie Deignan       | Royaume-Uni | Trek-Segafredo        | + 47 s           |
| 8e | Lisa Brennauer       | Allemagne   | WNT-Rotor Pro Cycling | + 49 s           |
| 9e | Anna van der Breggen | Pays-Bas    | Boels Dolmans         | + 52 s           |
| 10e | Leah Thomas          | États-Unis  | Bigla                 | + 54 s           |

### UCI World Tour

#### Points attribués
| Position           | 1er | 2e  | 3e  | 4e  | 5e | 6e | 7e | 8e | 9e | 10e | 11e | 12e | 13e | 14e | 15e | 16e à 30e | 31e à 40e |
| Classement général | 200 | 150 | 125 | 100 | 85 | 70 | 60 | 50 | 40 | 35  | 30  | 25  | 20  | 15  | 10  | 5         | 3         |

### Classements annexes
| Classement par points | Classement par points | Classement par points | Classement par points     | Classement par points |
| Coureuse              | Coureuse              | Pays                  | Équipe                    | Points                |
| --------------------- | --------------------- | --------------------- | ------------------------- | --------------------- |
| 1re                   | Lorena Wiebes         | Pays-Bas              | Parkhotel Valkenburg      | 98 pts                |
| 2e                    | Lucinda Brand         | Pays-Bas              | Sunweb                    | 67 pts                |
| 3e                    | Lisa Klein            | Allemagne             | Canyon-SRAM Racing        | 65 pts                |
| 4e                    | Amy Pieters           | Pays-Bas              | Boels Dolmans             | 56 pts                |
| 5e                    | Christine Majerus     | Luxembourg            | Boels Dolmans             | 45 pts                |
| 6e                    | Kirsten Wild          | Pays-Bas              | WNT-Rotor Pro Cycling     | 40 pts                |
| 7e                    | Chiara Consonni       | Italie                | Valcar Cylance            | 37 pts                |
| 8e                    | Franziska Koch        | Allemagne             | Sunweb                    | 31 pts                |
| 9e                    | Marta Bastianelli     | Italie                | Virtu Cycling Women       | 28 pts                |
| 10e                   | Lonneke Uneken        | Pays-Bas              | Hitec Products-Birk Sport | 28 pts                |

| Classement par points | Classement par points | Classement par points | Classement par points     | Classement par points |
| Coureuse              | Coureuse              | Pays                  | Équipe                    | Points                |
| --------------------- | --------------------- | --------------------- | ------------------------- | --------------------- |
| 1re                   | Lorena Wiebes         | Pays-Bas              | Parkhotel Valkenburg      | 98 pts                |
| 2e                    | Lucinda Brand         | Pays-Bas              | Sunweb                    | 67 pts                |
| 3e                    | Lisa Klein            | Allemagne             | Canyon-SRAM Racing        | 65 pts                |
| 4e                    | Amy Pieters           | Pays-Bas              | Boels Dolmans             | 56 pts                |
| 5e                    | Christine Majerus     | Luxembourg            | Boels Dolmans             | 45 pts                |
| 6e                    | Kirsten Wild          | Pays-Bas              | WNT-Rotor Pro Cycling     | 40 pts                |
| 7e                    | Chiara Consonni       | Italie                | Valcar Cylance            | 37 pts                |
| 8e                    | Franziska Koch        | Allemagne             | Sunweb                    | 31 pts                |
| 9e                    | Marta Bastianelli     | Italie                | Virtu Cycling Women       | 28 pts                |
| 10e                   | Lonneke Uneken        | Pays-Bas              | Hitec Products-Birk Sport | 28 pts                |

| Classement de la montagne | Classement de la montagne | Classement de la montagne | Classement de la montagne | Classement de la montagne |
| Coureuse                  | Coureuse                  | Pays                      | Équipe                    | Points                    |
| ------------------------- | ------------------------- | ------------------------- | ------------------------- | ------------------------- |
| 1re                       | Lucinda Brand             | Pays-Bas                  | Sunweb                    | 8 pts                     |
| 2e                        | Christine Majerus         | Luxembourg                | Boels Dolmans             | 6 pts                     |
| 3e                        | Ashleigh Moolman          | Afrique du Sud            | CCC-Liv                   | 5 pts                     |
| 4e                        | Alena Amialiusik          | Biélorussie               | Canyon-SRAM Racing        | 5 pts                     |
| 5e                        | Georgia Williams          | Nouvelle-Zélande          | Mitchelton-Scott          | 5 pts                     |
| 6e                        | Kirsten Wild              | Pays-Bas                  | WNT-Rotor Pro Cycling     | 5 pts                     |
| 7e                        | Małgorzata Jasińska       | Pologne                   | Movistar Team             | 5 pts                     |
| 8e                        | Franziska Koch            | Allemagne                 | Sunweb                    | 4 pts                     |
| 9e                        | Annemiek van Vleuten      | Pays-Bas                  | Mitchelton-Scott          | 3 pts                     |
| 10e                       | Lisa Brennauer            | Allemagne                 | WNT-Rotor Pro Cycling     | 3 pts                     |

| Classement de la montagne | Classement de la montagne | Classement de la montagne | Classement de la montagne | Classement de la montagne |
| Coureuse                  | Coureuse                  | Pays                      | Équipe                    | Points                    |
| ------------------------- | ------------------------- | ------------------------- | ------------------------- | ------------------------- |
| 1re                       | Lucinda Brand             | Pays-Bas                  | Sunweb                    | 8 pts                     |
| 2e                        | Christine Majerus         | Luxembourg                | Boels Dolmans             | 6 pts                     |
| 3e                        | Ashleigh Moolman          | Afrique du Sud            | CCC-Liv                   | 5 pts                     |
| 4e                        | Alena Amialiusik          | Biélorussie               | Canyon-SRAM Racing        | 5 pts                     |
| 5e                        | Georgia Williams          | Nouvelle-Zélande          | Mitchelton-Scott          | 5 pts                     |
| 6e                        | Kirsten Wild              | Pays-Bas                  | WNT-Rotor Pro Cycling     | 5 pts                     |
| 7e                        | Małgorzata Jasińska       | Pologne                   | Movistar Team             | 5 pts                     |
| 8e                        | Franziska Koch            | Allemagne                 | Sunweb                    | 4 pts                     |
| 9e                        | Annemiek van Vleuten      | Pays-Bas                  | Mitchelton-Scott          | 3 pts                     |
| 10e                       | Lisa Brennauer            | Allemagne                 | WNT-Rotor Pro Cycling     | 3 pts                     |

| Classement du meilleur jeune | Classement du meilleur jeune | Classement du meilleur jeune | Classement du meilleur jeune       | Classement du meilleur jeune |
| Coureuse                     | Coureuse                     | Pays                         | Équipe                             | Temps                        |
| ---------------------------- | ---------------------------- | ---------------------------- | ---------------------------------- | ---------------------------- |
| 1re                          | Lorena Wiebes                | Pays-Bas                     | Parkhotel Valkenburg               | 17 h 01 min 43 s             |
| 2e                           | Elisa Balsamo                | Italie                       | Valcar Cylance                     | + 1 min 22 s                 |
| 3e                           | Franziska Koch               | Allemagne                    | Sunweb                             | + 1 min 30 s                 |
| 4e                           | Marta Lach                   | Pologne                      | CCC-Liv                            | + 1 min 31 s                 |
| 5e                           | Lonneke Uneken               | Pays-Bas                     | Hitec Products-Birk Sport          | + 1 min 39 s                 |
| 6e                           | Emma Norsgaard               | Danemark                     | Bigla                              | + 2 min 21 s                 |
| 7e                           | Maëlle Grossetête            | France                       | FDJ-Nouvelle Aquitaine-Futuroscope | + 2 min 36 s                 |
| 8e                           | Vittoria Guazzini            | Italie                       | Valcar Cylance                     | + 9 min 20 s                 |
| 9e                           | Sofia Bertizzolo             | Italie                       | Virtu Cycling Women                | + 9 min 45 s                 |
| 10e                          | Chiara Consonni              | Italie                       | Valcar Cylance                     | + 10 min 15 s                |

| Classement du meilleur jeune | Classement du meilleur jeune | Classement du meilleur jeune | Classement du meilleur jeune       | Classement du meilleur jeune |
| Coureuse                     | Coureuse                     | Pays                         | Équipe                             | Temps                        |
| ---------------------------- | ---------------------------- | ---------------------------- | ---------------------------------- | ---------------------------- |
| 1re                          | Lorena Wiebes                | Pays-Bas                     | Parkhotel Valkenburg               | 17 h 01 min 43 s             |
| 2e                           | Elisa Balsamo                | Italie                       | Valcar Cylance                     | + 1 min 22 s                 |
| 3e                           | Franziska Koch               | Allemagne                    | Sunweb                             | + 1 min 30 s                 |
| 4e                           | Marta Lach                   | Pologne                      | CCC-Liv                            | + 1 min 31 s                 |
| 5e                           | Lonneke Uneken               | Pays-Bas                     | Hitec Products-Birk Sport          | + 1 min 39 s                 |
| 6e                           | Emma Norsgaard               | Danemark                     | Bigla                              | + 2 min 21 s                 |
| 7e                           | Maëlle Grossetête            | France                       | FDJ-Nouvelle Aquitaine-Futuroscope | + 2 min 36 s                 |
| 8e                           | Vittoria Guazzini            | Italie                       | Valcar Cylance                     | + 9 min 20 s                 |
| 9e                           | Sofia Bertizzolo             | Italie                       | Virtu Cycling Women                | + 9 min 45 s                 |
| 10e                          | Chiara Consonni              | Italie                       | Valcar Cylance                     | + 10 min 15 s                |

| Classement des sprints | Classement des sprints | Classement des sprints | Classement des sprints    | Classement des sprints |
| Coureuse               | Coureuse               | Pays                   | Équipe                    | Points                 |
| ---------------------- | ---------------------- | ---------------------- | ------------------------- | ---------------------- |
| 1re                    | Kirsten Wild           | Pays-Bas               | WNT-Rotor Pro Cycling     | 12 pts                 |
| 2e                     | Alison Jackson         | Canada                 | Tibco-Silicon Valley Bank | 6 pts                  |
| 3e                     | Ashleigh Moolman       | Afrique du Sud         | CCC-Liv                   | 4 pts                  |

| Classement des sprints | Classement des sprints | Classement des sprints | Classement des sprints    | Classement des sprints |
| Coureuse               | Coureuse               | Pays                   | Équipe                    | Points                 |
| ---------------------- | ---------------------- | ---------------------- | ------------------------- | ---------------------- |
| 1re                    | Kirsten Wild           | Pays-Bas               | WNT-Rotor Pro Cycling     | 12 pts                 |
| 2e                     | Alison Jackson         | Canada                 | Tibco-Silicon Valley Bank | 6 pts                  |
| 3e                     | Ashleigh Moolman       | Afrique du Sud         | CCC-Liv                   | 4 pts                  |

| Classement par équipes | Classement par équipes | Classement par équipes | Classement par équipes |
| Équipe                 | Équipe                 | Pays                   | Temps                  |
| ---------------------- | ---------------------- | ---------------------- | ---------------------- |
| 1re                    | Boels Dolmans          | Pays-Bas               | 51 h 05 min 38 s       |
| 2e                     | CCC-Liv                | Pays-Bas               | + 49 s                 |
| 3e                     | Sunweb Women           | Pays-Bas               | + 2 min 04 s           |

| Classement par équipes | Classement par équipes | Classement par équipes | Classement par équipes |
| Équipe                 | Équipe                 | Pays                   | Temps                  |
| ---------------------- | ---------------------- | ---------------------- | ---------------------- |
| 1re                    | Boels Dolmans          | Pays-Bas               | 51 h 05 min 38 s       |
| 2e                     | CCC-Liv                | Pays-Bas               | + 49 s                 |
| 3e                     | Sunweb Women           | Pays-Bas               | + 2 min 04 s           |

## Évolution des classements
| Étape              |                    | Vainqueur _          | Classement général   | Classement par points | Meilleure grimpeuse _ | Meilleure sprinteuse | Meilleure jeune     | Super-combative _   | Meilleure équipe _ |
| ------------------ | ------------------ | -------------------- | -------------------- | --------------------- | --------------------- | -------------------- | ------------------- | ------------------- | ------------------ |
| Prologue           | prologue           | Annemiek van Vleuten | Annemiek van Vleuten | Annemiek van Vleuten  | non attribué          | non attribué         | Letizia Paternoster | non attribué        | Sunweb Women       |
| 1re étape          | étape de plaine    | Lorena Wiebes        | Annemiek van Vleuten | Letizia Paternoster   | Ashleigh Moolman      | Ashleigh Moolman     | Lorena Wiebes       | Lizzie Deignan      | Sunweb Women       |
| 2e étape           | étape de plaine    | Lorena Wiebes        | Lorena Wiebes        | Lorena Wiebes         | Kirsten Wild          | Kirsten Wild         | Lorena Wiebes       | Quinty Ton          | Sunweb Women       |
| 3e étape           | étape vallonnée    | Lisa Klein           | Lisa Klein           | Lorena Wiebes         | Alena Amialiusik      | Kirsten Wild         | Lorena Wiebes       | Amalie Dideriksen   | Boels Dolmans      |
| 4e étape           | étape de plaine    | Franziska Koch       | Christine Majerus    | Lorena Wiebes         | Christine Majerus     | Kirsten Wild         | Lorena Wiebes       | Riejanne Markus     | Boels Dolmans      |
| 5e étape           | étape de plaine    | Chiara Consonni      | Christine Majerus    | Lorena Wiebes         | Lucinda Brand         | Kirsten Wild         | Lorena Wiebes       | Małgorzata Jasińska | Boels Dolmans      |
| Classements finals | Classements finals |                      | Christine Majerus    | Lorena Wiebes         | Lucinda Brand         | Kirsten Wild         | Lorena Wiebes       | non attribué        | Boels Dolmans      |

## Liste des participantes
| Légende                                | Légende                                                                                              | Légende                          | Légende |
| -------------------------------------- | --- | -------------------------------- | --- |
| Num                                    | Dossard de départ porté par la coureuse sur ce Boels Ladies Tour                                     | Pos                              | Position finale au classement général                                                                           |
| Leader du classement général           | Indique la vainqueur du classement général                                                           | Leader du classement par points  | Indique la vainqueur du classement par points                                                                   |
| Leader du classement de la montagne    | Indique la vainqueur du classement de la montagne                                                    | Leader du classement des sprints | Indique la vainqueur du classement des sprints                                                                  |
| Leader du classement du meilleur jeune | Indique la vainqueur du classement de la meilleure jeune                                             |                                  | Indique un maillot de champion national ou mondial, suivi de sa spécialité                                      |
| #                                      | Indique la meilleure équipe                                                                          | NP                               | Indique une coureuse qui n'a pas pris le départ d'une étape, suivi du numéro de l'étape où elle s'est retirée   |
| AB                                     | Indique une coureuse qui n'a pas terminé une étape, suivi du numéro de l'étape où elle s'est retirée | HD                               | Indique un coureuse qui a terminé une étape hors des délais, suivi du numéro de l'étape                         |
| DSQ                                    | Indique un coureur qui a été disqualifié de la course, suivi du numéro de l'étape                    | *                                | Indique un coureuse en lice pour le classement de la meilleure jeune (coureuses nées après le 1er janvier 1997) |

| Mitchelton-Scott MTS | Mitchelton-Scott MTS                | Mitchelton-Scott MTS |
| -------------------- | ----------------------------------- | -------------------- |
| Num                  | Coureuse                            | Pos                  |
| 1                    | Annemiek van Vleuten (NED) (chrono) | 6e                   |
| 2                    | Amanda Spratt (AUS)                 | AB-5                 |
| 3                    | Sarah Roy (AUS)                     | AB-1                 |
| 4                    | Gracie Elvin (AUS)                  | AB-3                 |
| 5                    | Georgia Williams (NZL) (chrono)     | 32e                  |
| 6                    | Moniek Tenniglo (NED)               | AB-5                 |

| Boels Dolmans DLT | Boels Dolmans DLT                         | Boels Dolmans DLT |
| ----------------- | ----------------------------------------- | ----------------- |
| Num               | Coureuse                                  | Pos               |
| 11                | Chantal Blaak (NED)                       | AB-5              |
| 12                | Anna van der Breggen (NED) (route)        | 9e                |
| 13                | Amy Pieters (NED) (route)                 | 5e                |
| 14                | Amalie Dideriksen (DEN) (route)           | 26e               |
| 15                | Christine Majerus (LUX) (route et chrono) | 1re               |
| 16                | Jip van den Bos (NED)                     | NP-5              |

| Trek-Segafredo TFS | Trek-Segafredo TFS            | Trek-Segafredo TFS |
| ------------------ | ----------------------------- | ------------------ |
| Num                | Coureuse                      | Pos                |
| 21                 | Lizzie Deignan (GBR)          | 7e                 |
| 22                 | Abigail Van Twisk (GBR)       | AB-3               |
| 23                 | Elisa Longo Borghini (ITA)    | 11e                |
| 24                 | Letizia Paternoster (ITA)     | AB-4               |
| 25                 | Ellen van Dijk (NED) (chrono) | AB-4               |
| 26                 | Trixi Worrack (GER)           | 61e                |

| CCC-Liv CCC | CCC-Liv CCC                    | CCC-Liv CCC |
| ----------- | ------------------------------ | ----------- |
| Num         | Coureuse                       | Pos         |
| 31          | Valerie Demey (BEL)            | 37e         |
| 32          | Agnieszka Skalniak-Sójka (POL) | 36e         |
| 33          | Ashleigh Moolman (RSA) (route) | 17e         |
| 34          | Jeanne Korevaar (NED)          | 14e         |
| 35          | Marta Lach (POL)               | 20e         |
| 36          | Riejanne Markus (NED)          | 30e         |

| Sunweb SUN | Sunweb SUN                    | Sunweb SUN |
| ---------- | ----------------------------- | ---------- |
| Num        | Coureuse                      | Pos        |
| 41         | Lucinda Brand (NED)           | 4e         |
| 42         | Franziska Koch (GER)          | 19e        |
| 43         | Leah Kirchmann (CAN) (chrono) | NP-2       |
| 44         | Floortje Mackaij (NED)        | 12e        |
| 45         | Pernille Mathiesen (DEN)      | AB-5       |
| 46         | Julia Soek (NED)              | 27e        |

| Canyon-SRAM Racing CSR | Canyon-SRAM Racing CSR               | Canyon-SRAM Racing CSR |
| ---------------------- | ------------------------------------ | ---------------------- |
| Num                    | Coureuse                             | Pos                    |
| 51                     | Alice Barnes (GBR) (route et chrono) | 45e                    |
| 52                     | Hannah Barnes (GBR)                  | 25e                    |
| 53                     | Alena Amialiusik (BLR)               | 29e                    |
| 54                     | Lisa Klein (GER) (chrono)            | 3e                     |
| 55                     | Katarzyna Niewiadoma (POL)           | 13e                    |
| 56                     | Rotem Gafinovitz (ISR) (chrono)      | 58e                    |

| WNT-Rotor Pro Cycling WNT | WNT-Rotor Pro Cycling WNT    | WNT-Rotor Pro Cycling WNT |
| ------------------------- | ---------------------------- | ------------------------- |
| Num                       | Coureuse                     | Pos                       |
| 61                        | Kirsten Wild (NED)           | 39e                       |
| 62                        | Janneke Ensing (NED)         | AB-4                      |
| 63                        | Claudia Koster (NED)         | AB-1                      |
| 64                        | Franziska Brauße (GER)       | AB-3                      |
| 65                        | Lea Lin Teutenberg (GER)     | 53e                       |
| 66                        | Lisa Brennauer (GER) (route) | 8e                        |

| Virtu Cycling Women TVC | Virtu Cycling Women TVC       | Virtu Cycling Women TVC |
| ----------------------- | ----------------------------- | ----------------------- |
| Num                     | Coureuse                      | Pos                     |
| 71                      | Marta Bastianelli (ITA)       | 15e                     |
| 72                      | Barbara Guarischi (ITA)       | 46e                     |
| 73                      | Sofia Bertizzolo (ITA)        | 34e                     |
| 74                      | Anouska Koster (NED)          | 49e                     |
| 75                      | Louise Norman Hansen (chrono) | 59e                     |
| 76                      | Sara Penton (SWE)             | 51e                     |

| Valcar Cylance VAL | Valcar Cylance VAL              | Valcar Cylance VAL |
| ------------------ | ------------------------------- | ------------------ |
| Num                | Coureuse                        | Pos                |
| 81                 | Elisa Balsamo (ITA)             | 18e                |
| 82                 | Marta Cavalli (ITA)             | 38e                |
| 83                 | Vittoria Guazzini (ITA)         | 31e                |
| 84                 | Maria Giulia Confalonieri (ITA) | 48e                |
| 85                 | Silvia Persico (ITA)            | 52e                |
| 86                 | Chiara Consonni (ITA)           | 35e                |

| Movistar Team MOV | Movistar Team MOV               | Movistar Team MOV |
| ----------------- | ------------------------------- | ----------------- |
| Num               | Coureuse                        | Pos               |
| 91                | Aude Biannic (FRA)              | AB-1              |
| 92                | Roxane Fournier (FRA)           | 50e               |
| 93                | Alicia González (ESP)           | 54e               |
| 94                | Sheyla Gutiérrez (ESP) (chrono) | AB-4              |
| 95                | Małgorzata Jasińska (POL)       | 43e               |
| 96                | Gloria Rodríguez (ESP)          | 63e               |

| Tibco-Silicon Valley Bank TIB | Tibco-Silicon Valley Bank TIB | Tibco-Silicon Valley Bank TIB |
| ----------------------------- | ----------------------------- | ----------------------------- |
| Num                           | Coureuse                      | Pos                           |
| 101                           | Lauren Stephens (USA)         | AB-4                          |
| 102                           | Alison Jackson (CAN)          | 16e                           |
| 103                           | Emily Newsom (USA)            | AB-4                          |
| 104                           | Rebecca Durrell (GBR)         | AB-3                          |
| 105                           | Anna Henderson (GBR)          | AB-3                          |

| Parkhotel Valkenburg PHV | Parkhotel Valkenburg PHV    | Parkhotel Valkenburg PHV |
| ------------------------ | --------------------------- | ------------------------ |
| Num                      | Coureuse                    | Pos                      |
| 111                      | Lorena Wiebes (NED) (route) | 2e                       |
| 112                      | Femke Markus (NED)          | 56e                      |
| 113                      | Esther van Veen (NED)       | AB-3                     |
| 114                      | Janine van der Meer (NED)   | AB-3                     |
| 115                      | Roxane Knetemann (NED)      | 42e                      |
| 116                      | Belle De Gast (NED)         | 57e                      |

| FDJ-Nouvelle Aquitaine-Futuroscope FDJ | FDJ-Nouvelle Aquitaine-Futuroscope FDJ | FDJ-Nouvelle Aquitaine-Futuroscope FDJ |
| -------------------------------------- | -------------------------------------- | -------------------------------------- |
| Num                                    | Coureuse                               | Pos                                    |
| 121                                    | Shara Marche (AUS)                     | AB-5                                   |
| 122                                    | Charlotte Becker (GER)                 | NP-5                                   |
| 123                                    | Coralie Demay (FRA)                    | AB-3                                   |
| 124                                    | Eugénie Duval (FRA)                    | AB                                     |
| 125                                    | Maëlle Grossetête (FRA)                | AB                                     |
| 126                                    | Lauren Kitchen (AUS)                   | 55e                                    |

| Bigla BIG | Bigla BIG                  | Bigla BIG |
| --------- | -------------------------- | --------- |
| Num       | Coureuse                   | Pos       |
| 131       | Leah Thomas (USA) (chrono) | 10e       |
| 132       | Elizabeth Banks (GBR)      | 24e       |
| 133       | Emma Norsgaard (DEN)       | AB        |
| 134       | Mikayla Harvey (NZL)       | AB-1      |
| 135       | Martina Alzini (ITA)       | AB-4      |
| 136       | Julie Norman Leth (DEN)    | 40e       |

| Hitec Products-Birk Sport HPU | Hitec Products-Birk Sport HPU | Hitec Products-Birk Sport HPU |
| ----------------------------- | ----------------------------- | ----------------------------- |
| Num                           | Coureuse                      | Pos                           |
| 141                           | Lonneke Uneken (NED)          | 21e                           |
| 142                           | Chanella Stougje (NED)        | NP-1                          |
| 143                           | Lucy van der Haar (GBR)       | AB                            |
| 144                           | Marta Tagliaferro (ITA)       | 60e                           |
| 145                           | Julie Meyer Solvang (NOR)     | AB-3                          |
| 146                           | Grace Garner (GBR)            | AB-1                          |

| Biehler Pro Cycling BPC | Biehler Pro Cycling BPC | Biehler Pro Cycling BPC |
| ----------------------- | ----------------------- | ----------------------- |
| Num                     | Coureuse                | Pos                     |
| 151                     | Natalie van Gogh (NED)  | 47e                     |
| 152                     | Merel Hofman (NED)      | AB-3                    |
| 153                     | Melanie Klement (NED)   | AB-2                    |
| 154                     | Quinty Ton (NED)        | AB-3                    |
| 155                     | Roos Hoogeboom (NED)    | AB-1                    |
| 156                     | Teuntje Beekhuis (NED)  | 44e                     |

| Pays-Bas NED | Pays-Bas NED       | Pays-Bas NED |
| ------------ | ------------------ | ------------ |
| Num          | Coureuse           | Pos          |
| 161          | Kylie Waterreus    | 41e          |
| 162          | Kirsten Peetoom    | NP-2         |
| 163          | Senna Feron        | AB-3         |
| 164          | Mareille Meijering | 28e          |
| 165          | Floor Weerink      | AB-3         |
| 166          | Arianna Pruisscher | 62e          |

| Mitchelton-Scott MTS | Mitchelton-Scott MTS                | Mitchelton-Scott MTS |
| -------------------- | ----------------------------------- | -------------------- |
| Num                  | Coureuse                            | Pos                  |
| 1                    | Annemiek van Vleuten (NED) (chrono) | 6e                   |
| 2                    | Amanda Spratt (AUS)                 | AB-5                 |
| 3                    | Sarah Roy (AUS)                     | AB-1                 |
| 4                    | Gracie Elvin (AUS)                  | AB-3                 |
| 5                    | Georgia Williams (NZL) (chrono)     | 32e                  |
| 6                    | Moniek Tenniglo (NED)               | AB-5                 |

| Boels Dolmans DLT | Boels Dolmans DLT                         | Boels Dolmans DLT |
| ----------------- | ----------------------------------------- | ----------------- |
| Num               | Coureuse                                  | Pos               |
| 11                | Chantal Blaak (NED)                       | AB-5              |
| 12                | Anna van der Breggen (NED) (route)        | 9e                |
| 13                | Amy Pieters (NED) (route)                 | 5e                |
| 14                | Amalie Dideriksen (DEN) (route)           | 26e               |
| 15                | Christine Majerus (LUX) (route et chrono) | 1re               |
| 16                | Jip van den Bos (NED)                     | NP-5              |

| Trek-Segafredo TFS | Trek-Segafredo TFS            | Trek-Segafredo TFS |
| ------------------ | ----------------------------- | ------------------ |
| Num                | Coureuse                      | Pos                |
| 21                 | Lizzie Deignan (GBR)          | 7e                 |
| 22                 | Abigail Van Twisk (GBR)       | AB-3               |
| 23                 | Elisa Longo Borghini (ITA)    | 11e                |
| 24                 | Letizia Paternoster (ITA)     | AB-4               |
| 25                 | Ellen van Dijk (NED) (chrono) | AB-4               |
| 26                 | Trixi Worrack (GER)           | 61e                |

| CCC-Liv CCC | CCC-Liv CCC                    | CCC-Liv CCC |
| ----------- | ------------------------------ | ----------- |
| Num         | Coureuse                       | Pos         |
| 31          | Valerie Demey (BEL)            | 37e         |
| 32          | Agnieszka Skalniak-Sójka (POL) | 36e         |
| 33          | Ashleigh Moolman (RSA) (route) | 17e         |
| 34          | Jeanne Korevaar (NED)          | 14e         |
| 35          | Marta Lach (POL)               | 20e         |
| 36          | Riejanne Markus (NED)          | 30e         |

| Sunweb SUN | Sunweb SUN                    | Sunweb SUN |
| ---------- | ----------------------------- | ---------- |
| Num        | Coureuse                      | Pos        |
| 41         | Lucinda Brand (NED)           | 4e         |
| 42         | Franziska Koch (GER)          | 19e        |
| 43         | Leah Kirchmann (CAN) (chrono) | NP-2       |
| 44         | Floortje Mackaij (NED)        | 12e        |
| 45         | Pernille Mathiesen (DEN)      | AB-5       |
| 46         | Julia Soek (NED)              | 27e        |

| Canyon-SRAM Racing CSR | Canyon-SRAM Racing CSR               | Canyon-SRAM Racing CSR |
| ---------------------- | ------------------------------------ | ---------------------- |
| Num                    | Coureuse                             | Pos                    |
| 51                     | Alice Barnes (GBR) (route et chrono) | 45e                    |
| 52                     | Hannah Barnes (GBR)                  | 25e                    |
| 53                     | Alena Amialiusik (BLR)               | 29e                    |
| 54                     | Lisa Klein (GER) (chrono)            | 3e                     |
| 55                     | Katarzyna Niewiadoma (POL)           | 13e                    |
| 56                     | Rotem Gafinovitz (ISR) (chrono)      | 58e                    |

| WNT-Rotor Pro Cycling WNT | WNT-Rotor Pro Cycling WNT    | WNT-Rotor Pro Cycling WNT |
| ------------------------- | ---------------------------- | ------------------------- |
| Num                       | Coureuse                     | Pos                       |
| 61                        | Kirsten Wild (NED)           | 39e                       |
| 62                        | Janneke Ensing (NED)         | AB-4                      |
| 63                        | Claudia Koster (NED)         | AB-1                      |
| 64                        | Franziska Brauße (GER)       | AB-3                      |
| 65                        | Lea Lin Teutenberg (GER)     | 53e                       |
| 66                        | Lisa Brennauer (GER) (route) | 8e                        |

| Virtu Cycling Women TVC | Virtu Cycling Women TVC       | Virtu Cycling Women TVC |
| ----------------------- | ----------------------------- | ----------------------- |
| Num                     | Coureuse                      | Pos                     |
| 71                      | Marta Bastianelli (ITA)       | 15e                     |
| 72                      | Barbara Guarischi (ITA)       | 46e                     |
| 73                      | Sofia Bertizzolo (ITA)        | 34e                     |
| 74                      | Anouska Koster (NED)          | 49e                     |
| 75                      | Louise Norman Hansen (chrono) | 59e                     |
| 76                      | Sara Penton (SWE)             | 51e                     |

| Valcar Cylance VAL | Valcar Cylance VAL              | Valcar Cylance VAL |
| ------------------ | ------------------------------- | ------------------ |
| Num                | Coureuse                        | Pos                |
| 81                 | Elisa Balsamo (ITA)             | 18e                |
| 82                 | Marta Cavalli (ITA)             | 38e                |
| 83                 | Vittoria Guazzini (ITA)         | 31e                |
| 84                 | Maria Giulia Confalonieri (ITA) | 48e                |
| 85                 | Silvia Persico (ITA)            | 52e                |
| 86                 | Chiara Consonni (ITA)           | 35e                |

| Movistar Team MOV | Movistar Team MOV               | Movistar Team MOV |
| ----------------- | ------------------------------- | ----------------- |
| Num               | Coureuse                        | Pos               |
| 91                | Aude Biannic (FRA)              | AB-1              |
| 92                | Roxane Fournier (FRA)           | 50e               |
| 93                | Alicia González (ESP)           | 54e               |
| 94                | Sheyla Gutiérrez (ESP) (chrono) | AB-4              |
| 95                | Małgorzata Jasińska (POL)       | 43e               |
| 96                | Gloria Rodríguez (ESP)          | 63e               |

| Tibco-Silicon Valley Bank TIB | Tibco-Silicon Valley Bank TIB | Tibco-Silicon Valley Bank TIB |
| ----------------------------- | ----------------------------- | ----------------------------- |
| Num                           | Coureuse                      | Pos                           |
| 101                           | Lauren Stephens (USA)         | AB-4                          |
| 102                           | Alison Jackson (CAN)          | 16e                           |
| 103                           | Emily Newsom (USA)            | AB-4                          |
| 104                           | Rebecca Durrell (GBR)         | AB-3                          |
| 105                           | Anna Henderson (GBR)          | AB-3                          |

| Parkhotel Valkenburg PHV | Parkhotel Valkenburg PHV    | Parkhotel Valkenburg PHV |
| ------------------------ | --------------------------- | ------------------------ |
| Num                      | Coureuse                    | Pos                      |
| 111                      | Lorena Wiebes (NED) (route) | 2e                       |
| 112                      | Femke Markus (NED)          | 56e                      |
| 113                      | Esther van Veen (NED)       | AB-3                     |
| 114                      | Janine van der Meer (NED)   | AB-3                     |
| 115                      | Roxane Knetemann (NED)      | 42e                      |
| 116                      | Belle De Gast (NED)         | 57e                      |

| FDJ-Nouvelle Aquitaine-Futuroscope FDJ | FDJ-Nouvelle Aquitaine-Futuroscope FDJ | FDJ-Nouvelle Aquitaine-Futuroscope FDJ |
| -------------------------------------- | -------------------------------------- | -------------------------------------- |
| Num                                    | Coureuse                               | Pos                                    |
| 121                                    | Shara Marche (AUS)                     | AB-5                                   |
| 122                                    | Charlotte Becker (GER)                 | NP-5                                   |
| 123                                    | Coralie Demay (FRA)                    | AB-3                                   |
| 124                                    | Eugénie Duval (FRA)                    | AB                                     |
| 125                                    | Maëlle Grossetête (FRA)                | AB                                     |
| 126                                    | Lauren Kitchen (AUS)                   | 55e                                    |

| Bigla BIG | Bigla BIG                  | Bigla BIG |
| --------- | -------------------------- | --------- |
| Num       | Coureuse                   | Pos       |
| 131       | Leah Thomas (USA) (chrono) | 10e       |
| 132       | Elizabeth Banks (GBR)      | 24e       |
| 133       | Emma Norsgaard (DEN)       | AB        |
| 134       | Mikayla Harvey (NZL)       | AB-1      |
| 135       | Martina Alzini (ITA)       | AB-4      |
| 136       | Julie Norman Leth (DEN)    | 40e       |

| Hitec Products-Birk Sport HPU | Hitec Products-Birk Sport HPU | Hitec Products-Birk Sport HPU |
| ----------------------------- | ----------------------------- | ----------------------------- |
| Num                           | Coureuse                      | Pos                           |
| 141                           | Lonneke Uneken (NED)          | 21e                           |
| 142                           | Chanella Stougje (NED)        | NP-1                          |
| 143                           | Lucy van der Haar (GBR)       | AB                            |
| 144                           | Marta Tagliaferro (ITA)       | 60e                           |
| 145                           | Julie Meyer Solvang (NOR)     | AB-3                          |
| 146                           | Grace Garner (GBR)            | AB-1                          |

| Biehler Pro Cycling BPC | Biehler Pro Cycling BPC | Biehler Pro Cycling BPC |
| ----------------------- | ----------------------- | ----------------------- |
| Num                     | Coureuse                | Pos                     |
| 151                     | Natalie van Gogh (NED)  | 47e                     |
| 152                     | Merel Hofman (NED)      | AB-3                    |
| 153                     | Melanie Klement (NED)   | AB-2                    |
| 154                     | Quinty Ton (NED)        | AB-3                    |
| 155                     | Roos Hoogeboom (NED)    | AB-1                    |
| 156                     | Teuntje Beekhuis (NED)  | 44e                     |

| Pays-Bas NED | Pays-Bas NED       | Pays-Bas NED |
| ------------ | ------------------ | ------------ |
| Num          | Coureuse           | Pos          |
| 161          | Kylie Waterreus    | 41e          |
| 162          | Kirsten Peetoom    | NP-2         |
| 163          | Senna Feron        | AB-3         |
| 164          | Mareille Meijering | 28e          |
| 165          | Floor Weerink      | AB-3         |
| 166          | Arianna Pruisscher | 62e          |

## Présentation

### Comité d'organisation
L'épreuve est organisée par la Courage Events situé à Aduard. Son directeur est Thijs Rondhuis.

### Règlement de la course

#### Classements et bonifications
Le classement général individuel au temps est calculé par le cumul des temps enregistrés dans chacune des étapes parcourues. Des bonifications et d'éventuelles pénalisations sont incluses dans le calcul du classement. Le coureur qui est premier de ce classement est porteur du maillot orange. En cas d'égalité au temps, les centièmes de secondes lors des contre-la-montre servent à départager les concurrentes.
Des bonifications sont attribuées dans cette épreuve. L'arrivée des étapes, à l'exception du contre-la-montre, donne dix, six et quatre secondes de bonifications aux trois premières. Les sprints intermédiaires attribuent 3, 2 et 1 secondes de bonifications.

##### Classement par points
Le maillot vert, récompense le classement par points. Celui-ci se calcule selon le classement lors des arrivées d'étape.
Lors d'une arrivée d'étape, les quinze première se voient accorder des points selon le décompte suivant : 25, 20, 16, 14, 12, 10, 9, 8, 7, 6, 5, 4, 3, 2 et 1 point. En cas d'égalité, les coureurs sont prioritairement départagés par le nombre de victoires d'étapes. Si l'égalité persiste, le nombre de victoires à des sprints intermédiaires puis éventuellement la place obtenue au classement général entrent en compte. Pour être classé, un coureur doit avoir terminé la course dans les délais.

##### Classement de la meilleure grimpeuse
Le classement de la meilleure grimpeuse, ou classement des monts, est un classement spécifique basé sur les arrivées au sommet des ascensions répertoriées dans l'ensemble de la course. Elles sont classés en deux catégories. Les ascensions de première catégorie rapportent respectivement 5, 3 et 1 points aux trois premières coureuses, celles de deuxième catégorie 3, 2 et 1 points. Le premier du classement des monts est détenteur du maillot à pois. En cas d'égalité, les coureurs sont prioritairement départagés par le nombre de premières places aux sommets des ascension de première catégorie, puis de deuxième catégorie. Si l'égalité persiste, le critère suivant est la place obtenue au classement général. Pour être classé, un coureur doit avoir terminé la course dans les délais.

##### Classement de la meilleure jeune
Le classement de la meilleure jeune ne concerne qu'une certaine catégorie de coureuses, celles étant âgées de moins de 23 ans. C'est-à-dire aux coureuses nées après le 1er janvier 1997. Ce classement, basé sur le classement général, attribue au premier un maillot blanc.

##### Classement des sprints
Le maillot bleu, récompense le classement des sprints. Celui-ci se calcule selon le classement lors de sprints intermédiaires. Les trois premiers coureurs des sprints intermédiaires reçoivent respectivement 3, 2 et un point. En cas d'égalité, le nombre de victoires sur ces sprints qui décide de la victoire. Sinon le classement général départage les concurrents.

##### Classement par équipes
Le classement par équipes est calculé en conformité avec le règlement UCI.

##### Classement de la combativité
À l'issue de chaque étape, un jury constitué de la direction de course et de journalistes attribue à la coureuse ayant le plus mérité, le trophée de la combativité. Il est doté symboliquement d'un maillot rouge durant la remise des récompenses, cependant cet habit ne doit pas être porté en course.

##### Répartition des maillots
Chaque coureuse en tête d'un classement est porteuse du maillot ou du dossard distinctif correspondant. Cependant, dans le cas où une coureuse dominerait plusieurs classements, celle-ci ne porte qu'un seul maillot distinctif, selon une priorité de classements. Le classement général au temps est le classement prioritaire, suivi du classement par points, du classement général du meilleur grimpeur, du classement de la meilleure jeune et des sprints. Si ce cas de figure se produit, le maillot correspondant au classement annexe de priorité inférieure n'est pas porté par celui qui domine ce classement mais par son deuxième.

#### Primes
Le prologue permet de remporter les primes suivantes :
| Position | 1er   | 2e    | 3e    | 4e    | 5e    | 6e    | 7e    | 8e    | 9e    | 10e   |
| Prix     | 495 € | 275 € | 200 € | 175 € | 165 € | 140 € | 120 € | 110 € | 110 € | 110 € |

En sus, les coureuses placées de la 11e à la 15e place gagnent 75 €.
Les autres étapes attribuent :
| Position | 1er   | 2e    | 3e    | 4e    | 5e    | 6e    | 7e    | 8e    | 9e    | 10e   |
| Prix     | 605 € | 365 € | 255 € | 230 € | 220 € | 195 € | 165 € | 140 € | 140 € | 140 € |

En sus, les coureuses placées de la 11e à la 15e place gagnent 90 €.
Le classement général final attribue les sommes suivantes :
| Position | 1er   | 2e    | 3e    | 4e    | 5e    | 6e    | 7e    | 8e    | 9e    | 10e   |
| Prix     | 704 € | 420 € | 295 € | 265 € | 253 € | 223 € | 189 € | 162 € | 162 € | 162 € |

Les coureuses placées de la 11e à la 15e place gagnent 105 €.

#### Prix
Le port de chacun des maillots distinctifs est récompensé par une prime journalière de 50 € pour le maillot orange (classement général) et 25 € pour tous les autres. Le gain final du classement par points, des sprints, de la meilleure jeune ou de la montagne rapporte :
| Position | 1er  | 2e   | 3e   | 4e   | 5e   | 6e  | 7e  | 8e  | 9e  | 10e |
| Prix     | 75 € | 60 € | 50 € | 25 € | 15 € | 0 € | 0 € | 0 € | 0 € | 0 € |